# Lo Que Te Mereces Tour
"Lo Que Te Mereces Tour" es una gira de conciertos de la cantante mexicana María José, para promover su álbum Habla Ahora, la gira recorrerá parte de la república mexicana y se espera se extienda al extranjero.

## Set list
1. Intro (contiene extractos de El brillo de la Luna y Duri Duri)
2. Duri Duri
3. Habla Ahora
4. Adelante Corazón
5. Frente A Frente
6. La Ocasión Para Amarnos (contiene extractos de Analgesico)
7. Lo Que Te Mereces
8. Medley (Camaleón / ¿Quién Eres Tú? / Hoy Me Declaro en Libertad / Este Hombre no se Toca / Sola No, Yo No sé Estar)
9. Castillos
10. El Amor Manda
11. Cobarde
12. Medley (Nada fue Verdad / Vete / Done Está / Y Aquí Estoy)
13. Medley (Pena Negra / Así o Más / No Vale la Pena)
14. No Soy Una Muñeca
15. Te  Besé (Leonel García cover)
16. El Amor Coloca
17. Tú Ya Sabes A Mí
18. Mi Amor, Amor
19. No Soy Una Señora
20. Las Que Se Ponen Bien La Falda
21. Un Nuevo Amor
22. Vive (Kabah cover)
23. Prefiero Ser Su Amante
24. Me Equivoqué

## Fechas
| Norteamérica             |                            |                |                                  |  |
| 8 de febrero de 2017     | León                       | México         | Palenque Feria de León           |  |
| 10 de marzo de 2017      | Apizaco                    | México         | Audiotrio Emilio Sánchez Piedras |  |
| 18 de marzo de 2017      | Irapuato                   | México         | Palenque de la Feria de Irapuato |  |
| 24 de marzo de 2017      | Culican                    | México         | Arena Bud Linght                 |  |
| 15 de abril de 2017      | Banderilla                 | México         | Expoferia de Banderilla          |  |
| 24 de abril de 2017      | Aguascalientes             | México         | Palenque de la Feria             |  |
| 8 de mayo de 2017        | Hermosillo                 | México         | Paleqnue de la Feria             |  |
| 13 de mayo de 2017       | Ciudad de México           | México         | Auditorio Nacional               |  |
| 21 de mayo de 2017       | Long Beach                 | Estados Unidos | Long Beach Pride                 |  |
| 27 de mayo de 2017       | Guadalajara                | México         | Auditorio Telmex                 |  |
| 30 de mayo de 2017       | Chihuahua                  | México         | Palenque de la Feria             |  |
| 1 de junio de 2017       | Toluca                     | México         | Teatro Morelos                   |  |
| 23 de junio de 2017      | San Francisco (California) | Estados Unidos | Club 21                          |  |
| 25 de junio de 2017      | San Francisco (California) | Estados Unidos | Latin Stage SF Pride             |  |
| 16 de julio de 2017      | Ciudad de México           | México         | Pepsi Center                     |  |
| 1 de agosto de 2017      | Durango                    | México         | Foro Veleria                     |  |
| 3 de agosto de 2017      | Puerto Vallarta            | México         |                                  |  |
| 31 de agosto de 2017     | Pachuca                    | México         | Velvet                           |  |
| 8 de septiembre de 2017  | Zacatecas                  | México         | Recinto Ferial                   |  |
| 23 de septiembre de 2017 | Tijuana                    | México         | Plaza de Toros                   |  |
| 30 de septiembre de 2017 | Ciudad Guerrero            | México         |                                  |  |
| 12 de octubre de 2017    | Mexicali                   | México         | Palenque                         |  |
| 26 de octubre de 2017    | Guadalajara                | México         |                                  |  |
| 19 de enero de 2019      | Moroleón, Guanajuato       |                | Palenque                         |  |

- Datos: Q30632492